# Емоционална уцена
Емоционална уцена или замагљивање су изрази које је популаризовала психотерапеут Сузана Форвард, а који се односе на контроле у људским односима и теорију да су страх, обавеза и кривица (ФОГ) трансакциона динамика у игри између контролора и особе која се контролише. Разумевање ове динамике корисно је за свакога ко покушава да се извуче из контролисаног понашања друге особе и да се носи са својом принудом да чини ствари које су непријатне, непожељне, оптерећујуће или жртвујуће за друге.

## Уобичајени стилови контроле понашања
Постоји неколико стилова контроле понашања, од којих сваки функционише са другачијим речником, а сваки даје различит утисак захтевима, притисцима, претњама и негативним судовима које користе.
- Казнитељи - једите храну коју сам вам скувао или ћу вас повредити. Кажњавачи су најексплицитнији. Рекли су нам шта тачно желе и последице са којима ћемо се суочити ако им то не дамо. Могу се изражавати агресивно или тињати у тишини. У ескалираним ситуацијама, угрожене последице неприласка контролору могу бити значајне: напуштање, емоционална прекидања, ускраћивање новца или других ресурса. Најстрашнији екстрем је експлозивни бес и/или претње физичким повредама.
- Самокажњавачи - Једите храну коју сам вам скувала или ћу се повредити. Самокажњавачи претње окрећу према унутра, претећи шта ће сами себи учинити ако им не успе. Висока драма и криза, за које се често окривљују контролисани окружни самокажњачи који су често претјерано потребни и зависни. Често се мешају са онима око себе и боре се да преузму одговорност за своје животе. Крајња пријетња коју самокажњачи могу направити је да ће се убити.
- Патници - Једите храну коју сам вам скувао. Требало ми је за себе. Питам се шта ће се сада догодити. Патници су кривци и кривци који очекују од нас да схватимо шта желе и осигурамо да то добију. Патници заузимају став да ако се осећају јадно, болесно, несрећно или једноставно немају среће, од нас се очекује да им помогнемо - чак и ако нам нису рекли како. Јавили су нам, без икаквих недоумица, да ако ми не помогнемо, они ће патити, а ми ћемо бити криви. Патници су преокупирани тиме како се ужасно осећају и често тумаче нашу неспособност да им читамо мисли као доказ да нам није довољно стало до њих.
- Тантализатори - Једите храну коју сам вам скухала и можда ћете добити заиста одличан десерт. Тантализатори су нас провели кроз низ тестова и обећали нешто предивно ако им само уступимо пут. Они су најсуптилнији контролори. Охрабрују нас и обећавају љубав, новац или напредовање у каријери, а затим јасно дају до знања да, осим ако се будемо понашали онако како они желе, нећемо добити награду. Многи мучитељи обећавају емоционалну исплату пуну љубави, прихватања, блискости са породицом и излечених рана. Пријем у ову нирвану захтева једно: препустити се ономе што тантализатор жели.

Ови стилови, наравно, не искључују се међусобно - имогу се преклапати.

## Супротстављени ставови
У популарној психологији, идеја емоционалне уцене је погрешно схваћена као одбрана од било каквог облика емпатије или поштовања према другима .
Запаљиви термини „уцена” и „манипулација” су поларизовани и подразумевају предумишљај и злобу, што често није случај. Управљање понашањем и подношење је трансакција између две особе у којој обе играју активну улогу.